# Султанат Доња Јафа
Султанат Доња Јафа (арап. يافع السفلى‎) је била феудална држава на југу Арабијског полуострва сјевероисточно од луке Аден. Султанат Доња Јафа је од 19. вијека био у ваталном односу према Британском царству као дио Протектората Аден. Данас је територија овог бившег султаната дио јеменске мухафазе Абјан.
У оквиру Султаната Доња Јафа били су мањи шеикати; Џахер, Калад, Нахеб, Ал Сади, Ал Кулаки и Јазиди. Султанатом Доња Јафа владала је династија Ал Афифи, њихово сједиште био је прво планински град Ал Кара (1896—1946), а затим град Џар у долини Вади Бана, ближи Аденском заливу.

## Историја
Јафа је један од највећих племенских кланова Арабије. Оно се вријеменом подијелило у 10 грана или шеиката од којих су 5 били у Султанату Доња Јафа, а осталих 5 у Султанату Горња Јафа. Чак и ови шеикати су се временом раздвојили на много мање дијелове, заправо на власт појединих фамилија.
Султанат Доња Јафа био је племенски сутанат који је држао планинско залеђе изнад града Зинџибара (изворе воде уз Вади Бану) почетком 19. стољећа због тог је постао изузетно значајан Британском царству које је заузело луку Аден 1839. године. Како су они настојали осигурати своју крунску колонију Аден, почели су склапати уговоре о заштити са затеченим феудалним државама у околини које су формално биле под суверенитетом османског султана.
Тако је Султанат Доња Јафа био један од изворних девет кантона, који је међу првима потписао уговор о заштити с Британијом и постао дио Протектората Аден 1886. године. Он се такође међу првима 1959. године придружио новој британској колонијалној творевини Федерацији Арапских Емирата Југа, те потом 1963. и Федерацији Јужне Арабије. Посљедњи султан ове феудалне државе био је Махмуд ибн Аидрус Ал Афифи, развлашћен је 1967. године. Тад је укинут Султанат Доња Јафа и на његовој територији успостављена држава Јужни Јемен.
У историји је подручје Јафе било сједиште античке Краљевине Химјар која је егзистирала од 110. п. н. е. до 520 године.